# NGC 4861
NGC 4861 је спирална галаксија у сазвежђу Ловачки пси која се налази на NGC листи објеката дубоког неба.
Деклинација објекта је + 34° 51' 43" а ректасцензија 12h 59m 1,8s. Привидна величина (магнитуда) објекта NGC 4861 износи 13,5 а фотографска магнитуда 14,1. Налази се на удаљености од 17,8000 милиона парсека од Сунца. NGC 4861 је још познат и под ознакама IC 3961, UGC 8098, MCG 6-29-3, MK 59, 1ZW 49, ARP 266, VV 797, KCPG 362A, CGCG 189-5, KUG 1256+351, PGC 44536.